# Ténès
Ténès (arabisch تنس, DMG Tanas) ist eine Gemeinde in Algerien in der Provinz Chlef. Der Ort liegt etwa 200 Kilometer westlich der Hauptstadt Algier. Im Jahr 2008 hatte die Gemeinde 35.459 Einwohner, wovon 29.220 im Kernort lebten.

## Geschichte
Ténès wurde im oder vor dem 8. Jahrhundert v. Chr. als Hafen der Phönizier als Kartenas gegründet. Wie andere phönizische Häfen geriet er um das 6. Jahrhundert v. Chr. unter die Vorherrschaft Karthagos und nach den Punischen Kriegen unter die der Römer. Der punische Name wurde als Cartenna oder Cartennae latinisiert, ein Plural, der auf eine separate Berbersiedlung in der Nähe hinweist. Ptolemäus erwähnte, dass die lokalen Stämme als „Bakoyta“ bekannt waren. Unter dem Römischen Reich stieg der Ort zu einer Colonia auf, bevor sie im 5. Jahrhundert von den Vandalen geplündert wurde. Nach der Rückeroberung durch die Byzantiner und der anschließenden Einnahme durch das Umayyaden verblieb von der alten Stadt nur noch eine weitgehend zerstörte Festung.
Im 9. Jahrhundert wurde der Ort durch Siedler von der Iberische Halbinsel neu gegründet. Sie luden Einwanderer aus Granada und Murcia ein, aber viele verließen die Stadt wieder, als unter den neuen Siedlern Krankheiten ausbrachen. Diese Siedler wurden daraufhin durch ansässige Berberstämme ersetzt. Die Stadt gedieh dank der Fruchtbarkeit des Umlandes, das Obst und Getreide in relativem Überfluss hervorbrachte. Eine lokale Dynastie, die behauptete, von Ali abzustammen, florierte eine Zeit lang. Sie erkannten die Umayyaden als ihre Oberherren an, die die Stadt als eine Art Gefängnis für Verbannte behandelten. Nach dem 10. Jahrhundert kam die Stadt nacheinander unter die Kontrolle der Fatimiden, Sanhaja, Maghrawa, Almoraviden, Almohaden und Ziyaniden und gelangte nach der Reconquista unter den Einfluss der Spanier.
Ténès wurde 1517 von Oruç Reis geplündert und einige Jahre später von seinem Bruder Hayreddin Barbarossa für das Osmanische Reich erobert. Die Stadt erhielt eine Garnison, aber ihr wirtschaftliches Leben brach allmählich zusammen, und der Getreidehandel mit Europa erlebte einen Niedergang. Es kam unter den Osmanen zu mehreren Aufständen der Berber gegen die Herrschaft der Türken. Nach der französischen Invasion in Algier im Jahr 1830 geriet Ténès unter die Kontrolle des Rebellen Abd el-Kader, der versuchte, den Hafen wiederzubeleben. Die Einheimischen ergaben sich schließlich 1843 kampflos den Franzosen. Bugeaud nutzte die Stadt dann als Stützpunkt, um das Chelif-Tal zu kontrollieren.
Aufgrund falscher Darstellungen bei den antiken Geographen gingen die Franzosen ursprünglich davon aus, dass sich das antike Cartennae in Mostaganem befunden hatte, doch wurden bald darauf von Archäologen Überreste entdeckt, die die korrekte Identifizierung ermöglichten. Das moderne Ténès wurde 1847 von den Franzosen auf den Ruinen der phönizischen und römischen Kolonie gegründet. Sein etwa 1,5 km entfernter Hafen diente ursprünglich als Umschlagplatz für die Waren aus dem Chelif, der Handel ging aber nach dem Bau der Eisenbahnlinie zwischen Algier und Oran zurück.
Von 1954 bis 1962 währte der Algerienkrieg. Bis zum Kriegsende und der Unabhängigkeit gehörte die Stadt zum 1956 neu eingeteilten französischen Verwaltungsgebiet Wilaya 4.

## Sehenswürdigkeiten
Das moderne Ténès ist eine touristische Kleinstadt, mit einem Hafen, einigen Hotels und lokalem Museum. Es gibt einige antike Stätten wie die phönizischen und römischen Gräber, die prähistorischen Höhlen in Sidi Merouane, eine alte Moschee und Überreste aus der französischen Kolonialzeit. Ténès verfügt außerdem über einen 1861 errichteten Leuchtturm, mit einer Höhe von knapp 30 Metern.

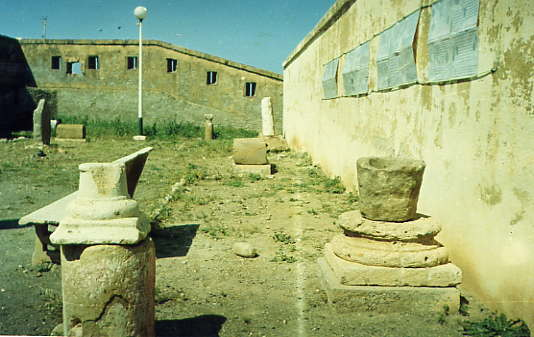
Antike Ruinen
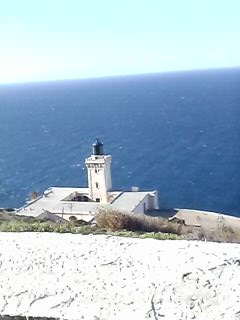
Leuchtturm von Ténès
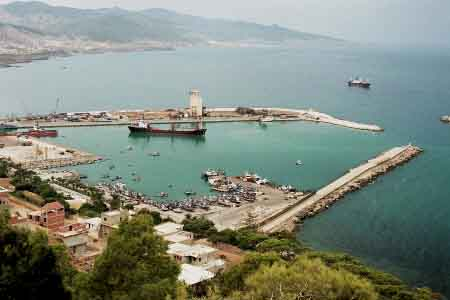
Hafen von Ténès
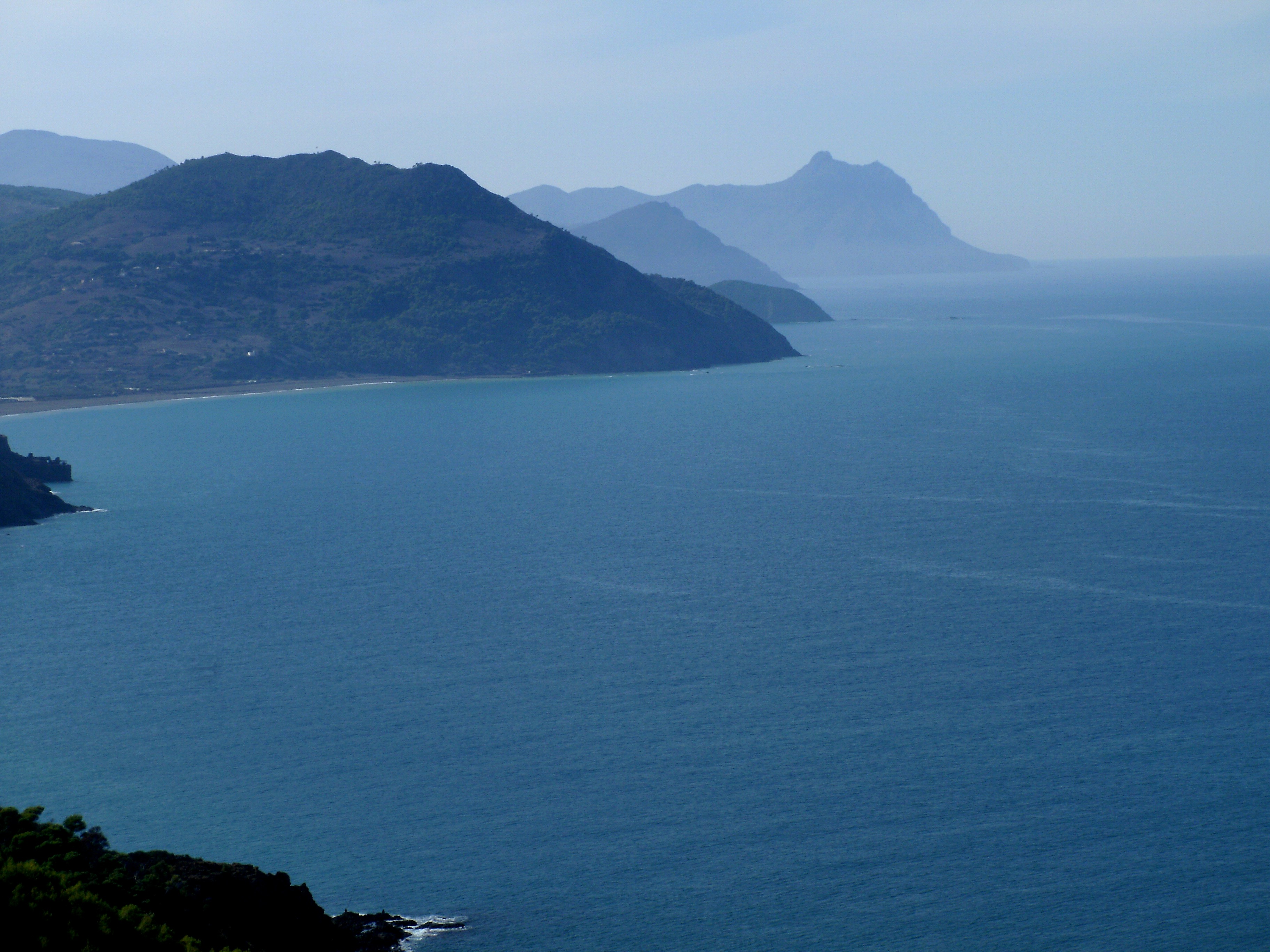
Küste von Ténès
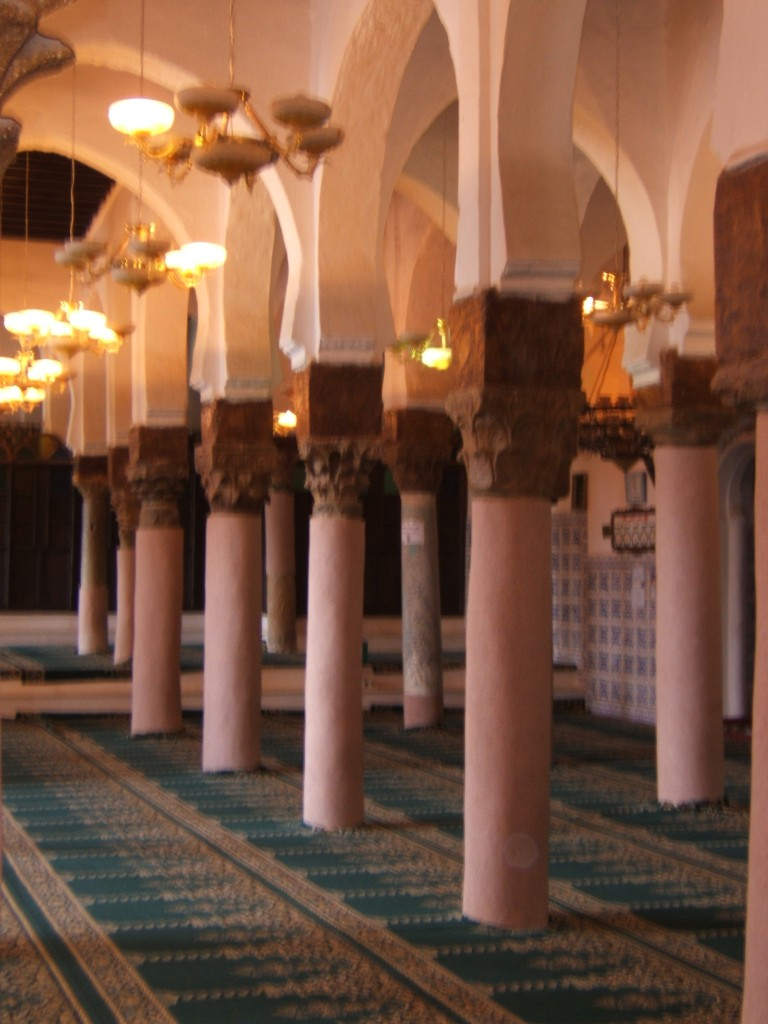
Moschee in Sidi Merouane
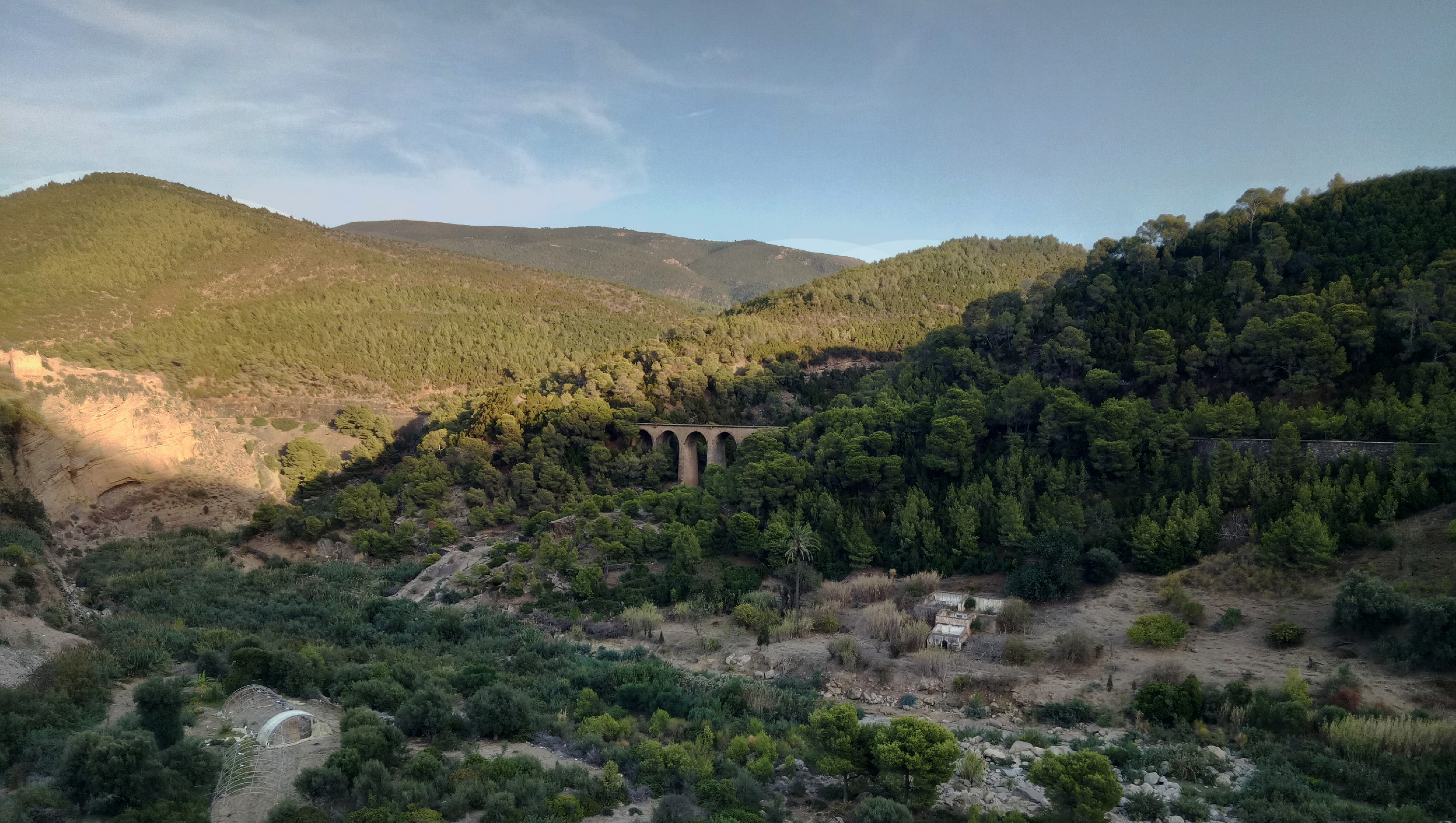
Landschaft